# Streetball

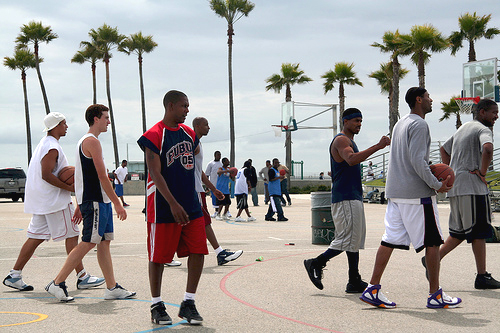
Streetball játékosok Venice Beach-en

A streetball fél pályán, egy palánkra játszott utcai kosárlabda. New York város környékén örvend nagy népszerűségnek de kis helyigénye miatt világszerte elterjedt. Nincs egyesített szabályzat, azonban leginkább kétfajta szabályt használnak. Olimpiai sportággá kinőtt, sztenderdizált változata a 3x3 kosárlabda.

## Streetball Játékszabályok (Az itthon legelterjedtebb szabályok szerint)
A streetballban mindig a fair-play szabályait kell érvényesíteni. Ez az első és legfontosabb dolog, amit egy játékosnak tudnia kell. A játék a félhivatalos szabályok szerint 3-3 ellen folyik, de az utcai csapatok általában több, 4 vagy 5 főből állnak. Cserélni a labda birtoklásakor lehet. A kezdő csapatról sorsolással a pályafelügyelő dönt. Minden egyes kosár után automatikusan a pontszerző csapat ellenfele kapja a labdát. Minden kosár és büntető egy pontot, a köríven kívüli dobás két pontot ér.
Amint a labda elhagyja a játék területét ki kell vinni a labdát a hárompontos vonalon túlra, s ugyanott "kezeltetni" is kell az ellenféllel. Ahhoz, hogy egy csapat érvényes kosarat tudjon elérni, legalább ketten kell hogy érintsék a labdát. A kosárlabdából ismert, a palánk alatti tartózkodás idejét korlátozó, úgynevezett három másodperces szabály ellenben itt nem létezik. Feldobás sincs, helyette a védekező csapatot illeti a labda.
Zsákolni többnyire tilos, ráadásul a palánktartó állvány és a védőszivacs nem számít a pálya tartozékának. Mérkőzésenként minden csapat egyszer kérhet időt, de az utolsó 2 percben egyszer sem. A támadó csapatnak 30 másodpercen belül dobnia kell (szándékos időhúzás esetén a pályafelügyelő az ellenfélnek ítélheti a labdát). A mérkőzés 16 pontig vagy 20 percig, de van ahol 13 pontig vagy 10 percig tart futó órával. A megadott büntetődobást a játékidő után is el kell végezni. Amennyiben a mérkőzés a játékidő leteltekor döntetlen, úgy a "hirtelen halál" dönt. A kezdőcsapatot ekkor is kisorsolják.
Ha a faultolt játékos érvényes kosarat ér el, úgy az számít, és nem jár a szabálytalanságért büntetődobás. Dobás közbeni fault után, amennyiben nem ment be, mindig büntetődobás van. A büntető elvégzése után a labda mindig az ellenfelet illeti meg, függetlenül attól, hogy a büntetődobás bement vagy sem. Az első szándékos szabálytalanság után egy büntetődobás jár, a második után a vétkes játékost kizárják a mérkőzésből. A külön nem említett, egyéb kérdésekben természetesen a kosárlabdázás versenyszabályai a mérvadók.

## Az AND1 és a hozzá tartozó játékszabályok
Az idők folyamán (1993–mostanáig), az AND1 egy új irányzattá nőtte ki magát egy streetball sportszermárkából. A játék lényege az eredményességen van, amit sokszor látványos elemekkel, mint a védőjátékosok kijátszásával, trükkökkel, alley-oop-okkal érnek el.
Az AND1-hoz köthető stílus, videó felvételeken un. AND1 MixTape-eken terjedt el világszerte.
Eddig 10 hivatalos AND1 MixTape érhető el és található meg az interneten.
Az AND1 játékot ugyanúgy játszhatják kint az utcán, de teremben is. A játék tulajdonképpen a hagyományos kosárlabda szabályait veszi alapul, néhány kivétellel. Az AND1 mérkőzések alkalmával 5-5 játékos tartózkodik a pályán. Ezt egészítik ki a bírók és általában még egy személy, a Tour MC, aki a mikrofonba kommentálja az eseményeket, amelyek a pályán zajlanak, amivel még jobban feltüzeli a közönség hangulatát. Egyes szabályokat ebben a játékfajtában nem néznek szigorúan a bírák, persze a fair-play itt is érvényes, és bizonyos észszerűséget minden esetben betartanak.
Ez a játék a trükkökre, cselekre, alley-oop-okra (a gyűrű közelébe feldobott passzból történő zsákolás), és főként a közönség szórakoztatására épít, de a pontszerzés a játék alapja. Itt látványosabb egy jó trükk és egy feladott labdából történő szép zsákolás, mint egy hárompontos kosár.
A játék közben például nem igazán számít a lépéshiba, ha az a trükk része, vagy a kétszer indulás, ha az is a trükk része, és a visszajátszást sem nézik szigorúan a bírák. Azonban itt is számít a fault, amire természetesen ügyelnek a játékvezetők. A játék lényege az eredményességen van, ennek szolgálatában áll a látvány, amely a közönség megfelelő szórakoztatását biztosítja.
A pontszerzés a legfontosabb, de nem mellékes, hogy a gyűrűhöz vezető út milyen cselekkel, mennyire ötletes passzokkal és milyen színes, olykor eszement zsákolásokkal van kirakva.

## Híres csapatok
Korábban híres streetballcsapatnak számított az AND1, a The Notic és a Street Handles. Jelenleg a világ élvonalába több csapat és szervezet került. Közülük kiemelkedik a Ball Is Life Streetball Team, a S.K.Y. Streetball Syndicate, az SBA és a Team Flight Brothers.

## Híres streetball játékosok
- Earl Manigault "The Goat" (1944-1998) - streetball legenda, az 50-60-as és 70-es évek New York-i játékosa. Védjegye a dupla zsákolás.   Egyszer fogadásból 36-szor zsákolt egymás után, amiért 60 USD-t kapott.
- Hot Sauce - az AND1 csapatban ő az első cselek kitalálója, és kivitelezője.
- Baby Shack - az egyik legjobb fizikumú játékos a csapatban, erőssége a windmill zsákolás.
- The Professor - A csapat egyik leggyorsabb játékosa, ezen kívül trükkjei révén is kitűnik a csapatból.
- Escalade - Big Escalade, aki 200 cm és 166 kg, nehéz megállítani.
- Go Get It - Neve onnan származik hogy szinte minden lepattanót megszerez. Az NBA -ben is kipróbálta magát.
- Alimoe - Már nem az AND1 csapat tagja, "around the world" elnevezésű csele az egyik leghíresebb, real trash talker, hirtelen érkező zsákolásai minden esetben elnyerik a közönség szimpátiáját.
- Bad Santa -  Becenevét onnan kapta, hogy úgy passzolt, hogy a tőle érkező labdák már szinte ajándékok voltak.
- Silk -  Az elképesztő labdakezelési képességével, gyorsaságával és pontos dobásaival bármikor át tudja venni az irányítást.

## Streetball oldalak
1. ↑  A Complete Guide to Crushing It at NYC Streetball (angol nyelven). Complex . (Hozzáférés: 2017. december 19.)

- And1.com – Az AND1 hivatalos honlapja.
- Streetball.co.uk – Brit streetball oldal.
- Hoops Starz - A Hoops Starz hivatalos oldala
- Rákóczi Kert – Csepel Rákóczi Kert streetballereinek honlapja.
- Streetball.lap.hu - linkgyűjtemény